# Parque nacional Carara
El Parque Nacional Carara es un parque nacional en el Área de Conservación Pacífico Central que se encuentra cerca de la costa del Pacífico de Costa Rica, entre los cantones de Turrubares y Garabito.
Con aproximadamente 52 km² de superficie, este parque protege la cuenca del río Grande de Tárcoles, cerca de Orotina, e incluye una de las mayores poblaciones remanentes de guacamaya roja en el país.
En Carara se distinguen tres zonas de vida: el bosque tropical húmedo transición a perhúmedo, el bosque tropical muy húmedo transición a húmedo y el bosque muy húmedo premontano con su transición basal por perhúmedo. Actualmente, Carara se considera como una isla biológica a causa del intenso uso agropecuario que se remonta a la época precolombina. Esta condición convierte a Carara en el último remanente de bosque transicional en el país, puesto que se encuentra entre el bosque seco de la región mesoamericana y el bosque húmedo tropical característico del Pacífico sur. Esta área silvestre protegida se considera un laboratorio viviente en donde se puede estudiar la estructura y el funcionamiento de los ecosistemas tropicales y las relaciones entre ellos.

## Etimología
«Carara» es una palabra del idioma huetar que significa «río de los lagartos», y es el nombre que daban los indígenas huetares al río Grande de Tárcoles antes de la llegada de los españoles a Costa Rica.

## Localización
Carara se encuentra a unos 90 kilómetros al oeste de la capital costarricense de San José, siguiendo la carretera costanera sur entre las márgenes del río Grande de Tárcoles y su tiempo de recorrido desde San José es de aproximadamente de una hora y media, y a unos 15 kilómetros al norte de la playa de la ciudad de Jacó.

## Historia
Lo que se conoce hoy como parque nacional Carara formó parte del gran latifundio agrícola llamado la Hacienda Coyolar, una de las concentraciones de tierra de propiedad privada más grandes que ha tenido el país, la cual se extendía desde Orotina hasta Parrita, con un territorio de miles de hectáreas pertenecientes al Dr. Fernando Castro Cervantes, quien años más tarde se las vendió al Instituto de Desarrollo Agrario (IDA), institución que le traspasó estas tierras al Servicio de Parques Nacionales (SPN).
Carara fue creado el 27 de abril de 1978 como categoría de manejo de reserva biológica y surgió como una respuesta a las necesidades nacionales y regionales de conservación de los recursos naturales. Debido a la necesidad y afluencia de numerosos visitantes a partir del año 1990, se le modifica la categoría de manejo pasando a ser Parque Nacional en el mes de noviembre de 1998.

## Biodiversidad

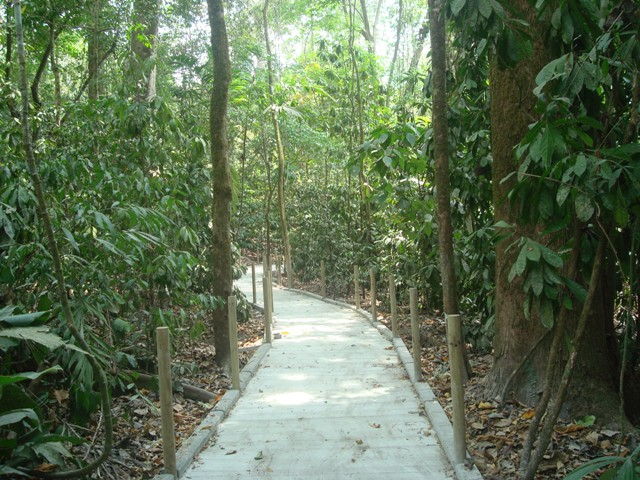
Sendero universal en el Parque Nacional Carara.

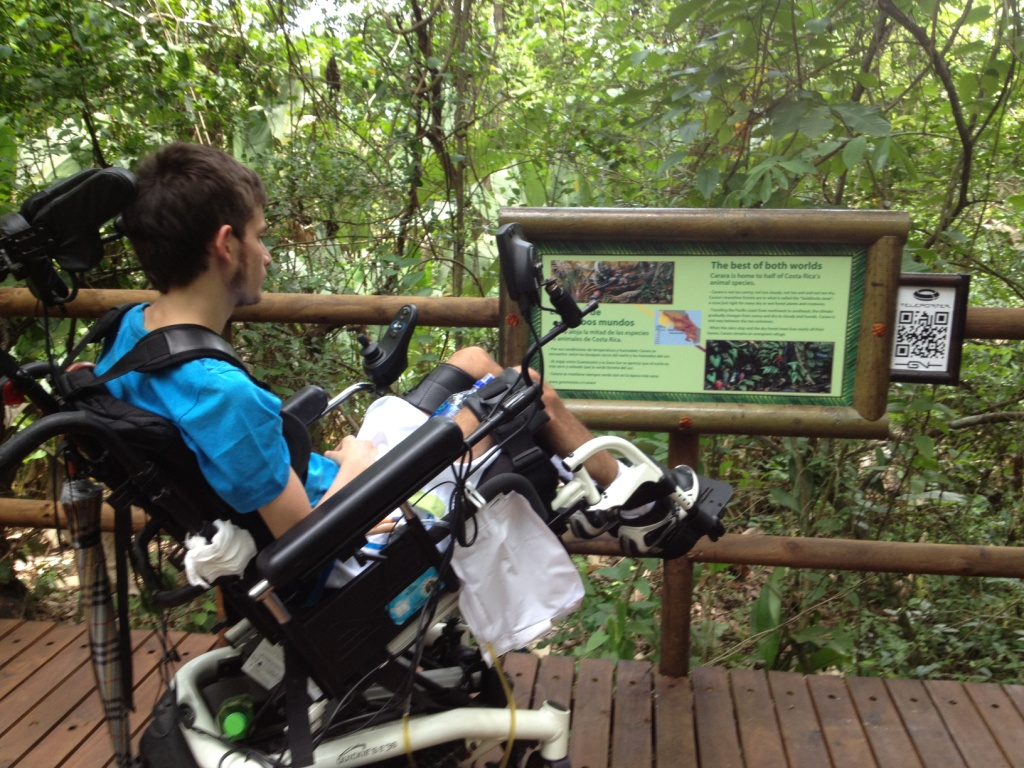
El sendero universal del Parque Nacional Carara en Costa Rica cuenta con una amplia gama de recursos audiovisuales y ápticos, usando tecnología punta para facilitar el fácil acceso autónomo a personas con necesidades cognitivas o de movilidad especiales.

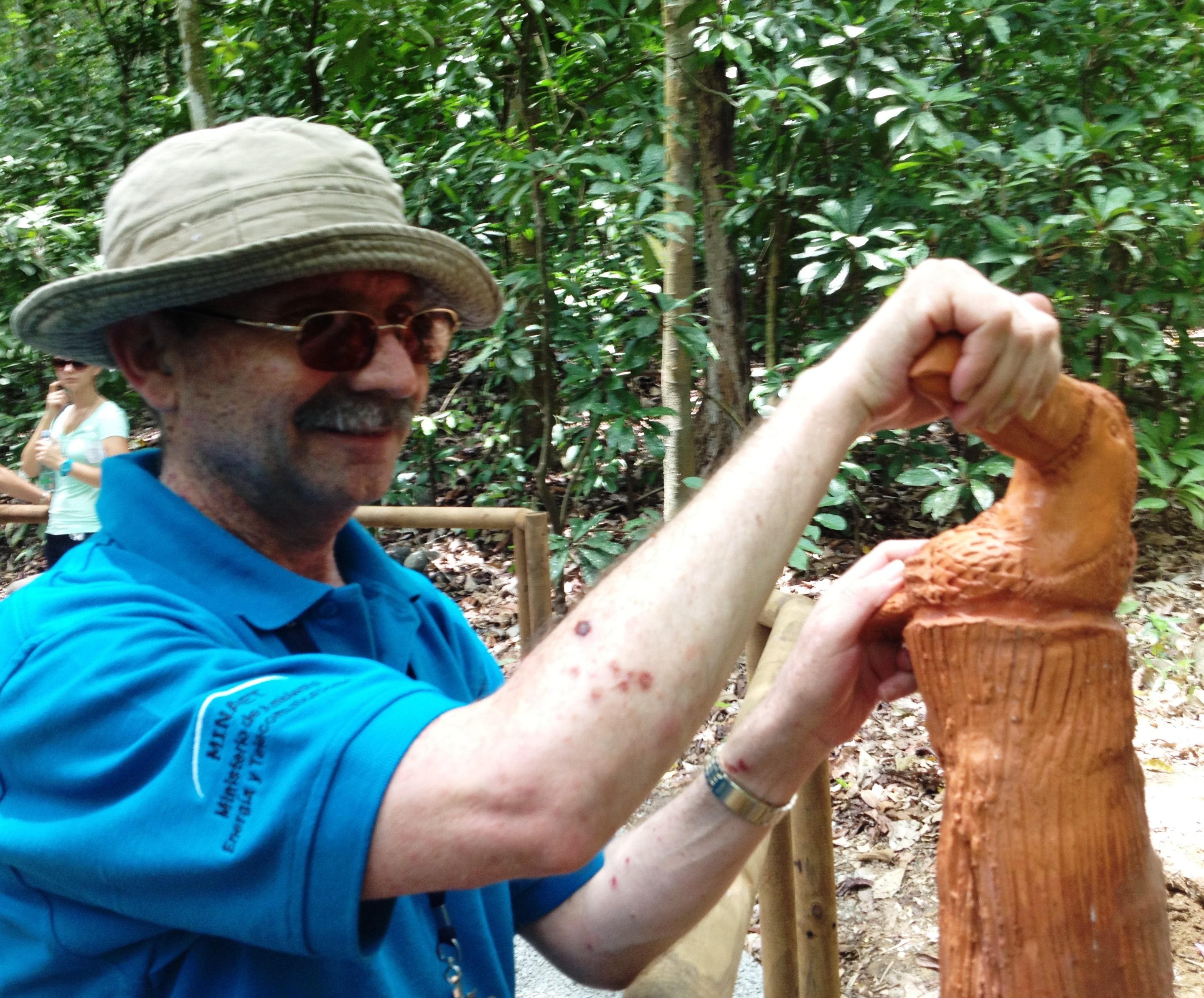
Cuenta con recursos como detalladas esculturas de animales típicos del parque, mapas ápticos, descripciones paso a paso mediante voz y fotografías esféricas accesibles mediante el código QR, lenguaje Braille entre otros.

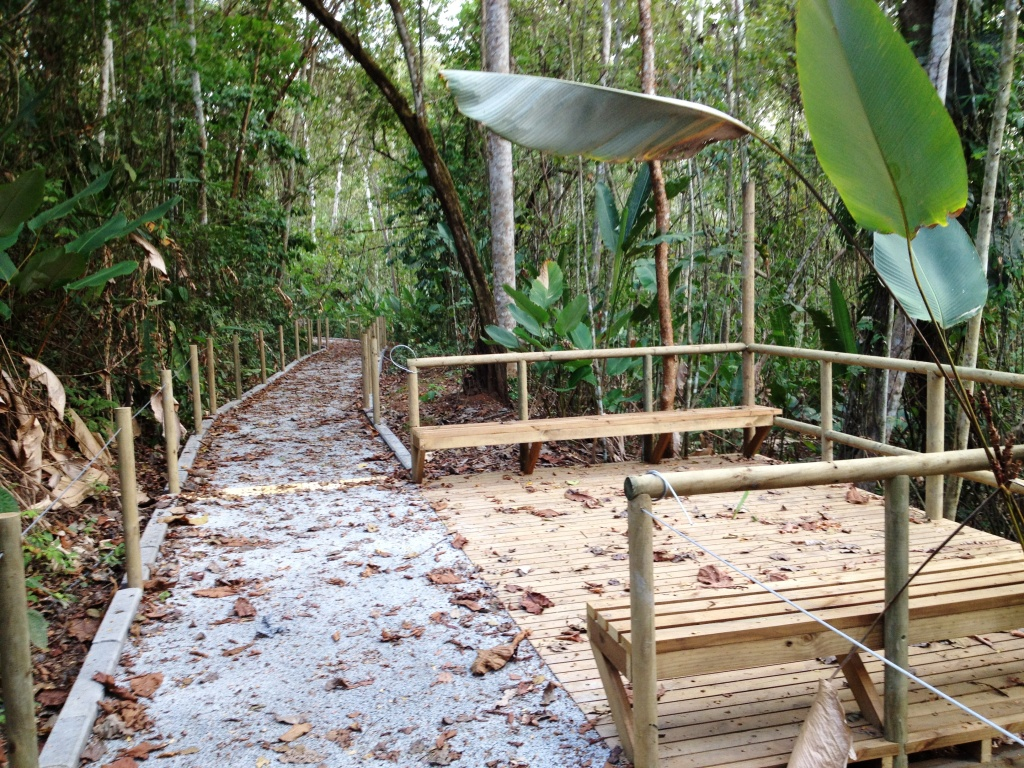
El recorrido tiene pendientes menores al 6%, bahías con bancas de descanso, información especializada en diferentes soportes, servicios sanitarios especiales, señalización particularizada.

Al presentar un bosque tipo transición, en esta área silvestre protegida se pueden observar especies del bosque seco y húmedo, tales como árbol de Guanacaste (Enterolobium cyclocarpum) , guarumo (Cecropia sp), cornizuelo (Acacia costaricensis), espavel (Anacardium excelsum), ojoche (Brosimu costaricanum), cristóbal (Platymiscium pinnatum), ajillo (Cariocar costaricensis). Además se puede apreciar una especie endémica del Pacífico Central (única en el mundo), como lo es el arbusto de cafecillo (Erytrochiton gymantum) el cual es muy fácil de observar durante los recorridos por las áreas de uso público, específicamente en el área de uso intensivo del Parque Nacional Carara.
Al poseer un hábitat tan especial, se pueden observar especies de mamíferos como tepezcuintle (Agouti paca), saíno (Tayassu pecari), pizote (Nasua narica) y otros, entre ellos felinos como el puma (Puma concolor costaricensis) y el manigordo (Leopardus pardalis).
Además, posee una gran variedad de reptiles y anfibios donde se puede encontrar la terciopelo (Bothrops asper) y el cocodrilo (Crocodylus acutus). Cuenta con abundante avifauna, con más de 360 diferentes especies de aves, donde sobresale la lapa roja (Ara macao), especie que se encuentra en peligro de extinción. Su población es la segunda población de Psitácidos más grande de Costa Rica, con un aproximado de 330 individuos monitoreados y contados durante los últimos 5 años.

## Laguna
Carara posee varios ecosistemas como ciénagas, una laguna y bosques de galería, secundarios y primarios. Las ciénagas se forman por las inundaciones estacionales del río Grande de Tárcoles. La laguna ocupa un extenso meandro abandonado del río Grande de Tárcoles, mide unos 600 metros de longitud, 40 metros de ancho y 2 metros de profundidad. Prácticamente toda está cubierta de choreja o lirio de agua y de otras plantas acuáticas.
En este ambiente son abundantes diversas especies de reptiles como los cocodrilos que miden hasta tres metros de largo y de aves acuáticas como las garzas rosadas, los patos aguja, los gallitos de agua, los zambullidores piquipintos y los martín peña. Los cocodrilos son también abundantes y fáciles de observar en el río Grande de Tárcoles.

## Arqueología
El Parque Nacional Carara cuenta con quince sitios arqueológicos precolombinos, pertenecientes al área arqueológica de la Región Central de Costa Rica, correspondientes a dos periodos de ocupación: Fase Pavas (300 a. C. a 300 d. C.) y Fase Cartago (800 a 1500 d. C.). 
Sobresalen el sitio de Carara, que corresponde a la Fase Cartago, y se caracteriza por la presencia de un basamento rectangular de 6 x 4 metros. Se encuentra construido con rocas calcáreas y piedras de río. Otro sitio importante es Lomas Entierro, que es una extensa aldea de zonas habitacionales y funerarias, ubicada en una loma frente al río Grande de Tárcoles. Se cree que esta aldea ejerció dominio político y económico sobre la zona baja de este río.

## Turismo
Además de la impresionante belleza escénica del bosque tropical prácticamente virgen y regenerado que llega hasta el mar, siendo un exuberante corredor biológico de gran biodiversidad, es especialmente atractivo para los observadores de aves por gran variedad y accesibilidad interna y rodeado de servicios hoteleros y de todo tipo y nivel de servicios.
Actualmente se encuentra en proceso un ambicioso proyecto para implementar un ejemplar modelo de Plan Maestro de Senderos que incluye senderos universales de amplio espectro, así como un nuevo Centro de Visitantes y un mirador de cocodrilos aledaño al río Grande de Tárcoles, aprovechando su alojamiento en los alrededores del puente sobre la ruta costanera y que han sido calificados como los más fotografiados del mundo, dado que es parada casi obligatoria para más de un millón de turistas al año. Estos proyectos han sido diseñados por los reconocidos arquitectos y ambientalistas Ibo Bonilla y Rafael Víquez como parte de una alianza estratégica y solidaria entre el SINAC, PROPARQUES, VALDESOL, Teletica, ICE y varias empresas privadas.

## Galería

### Paisajes

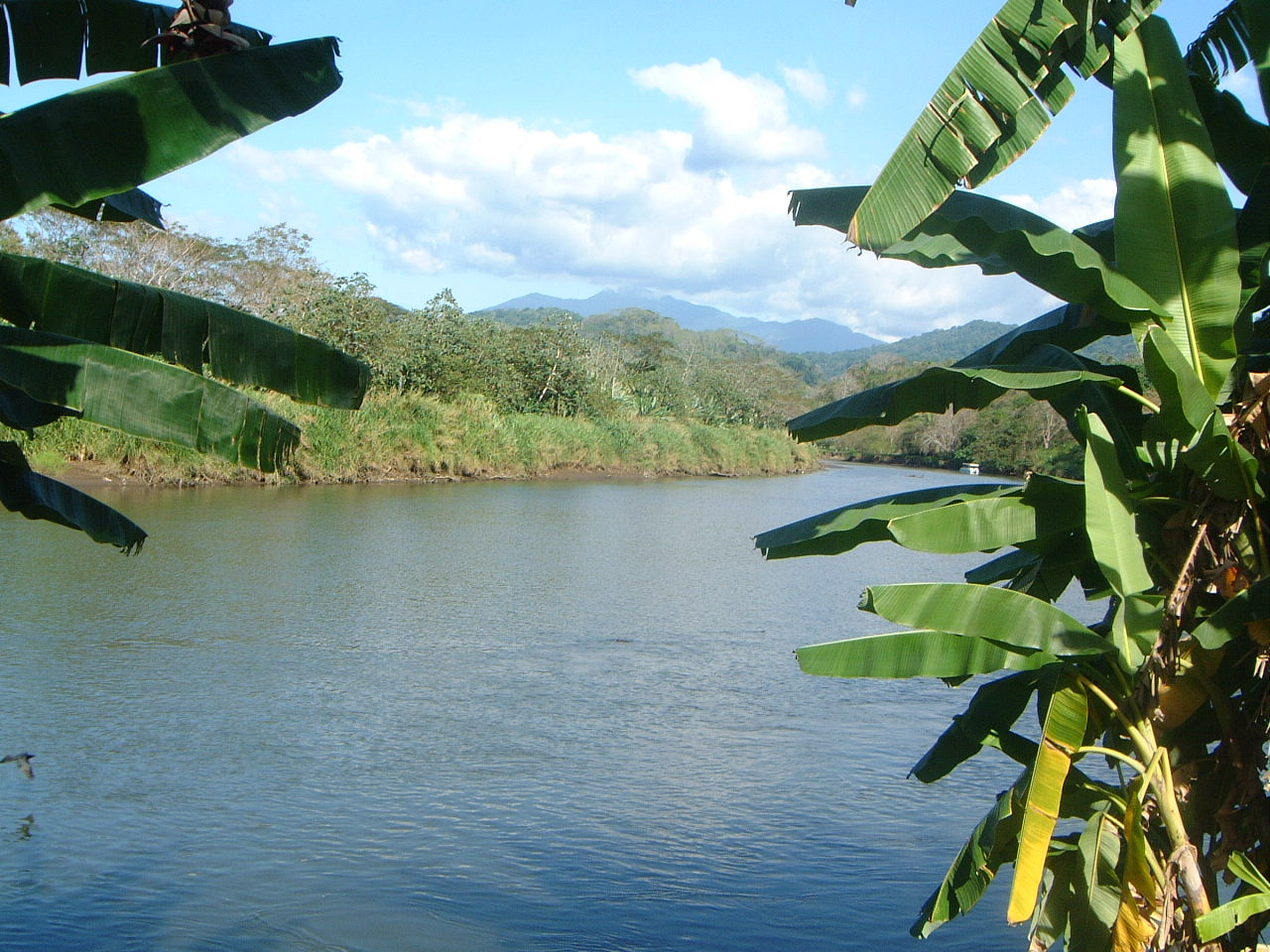
Río Grande de Tárcoles.
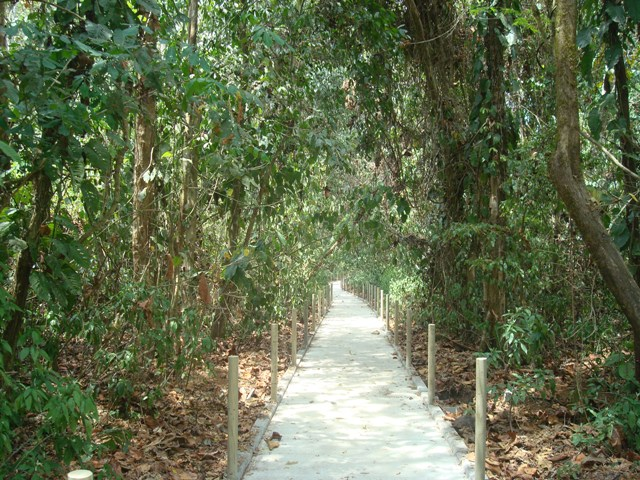
Bosque de galería.
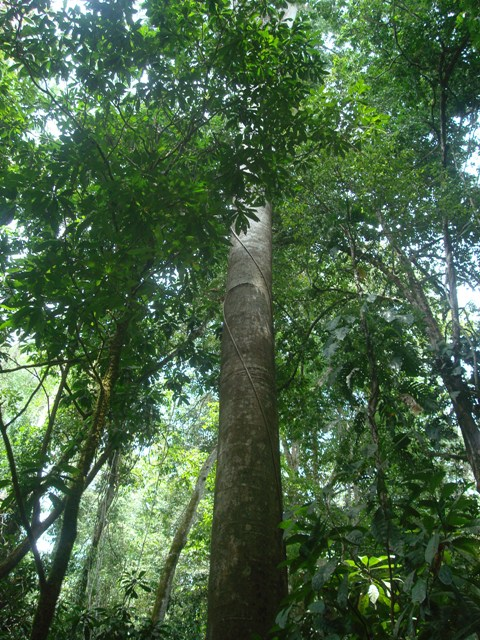
Bosque húmedo.
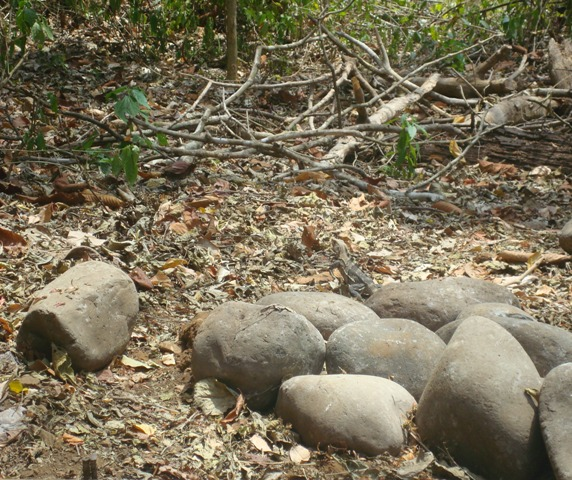
Bosque seco.
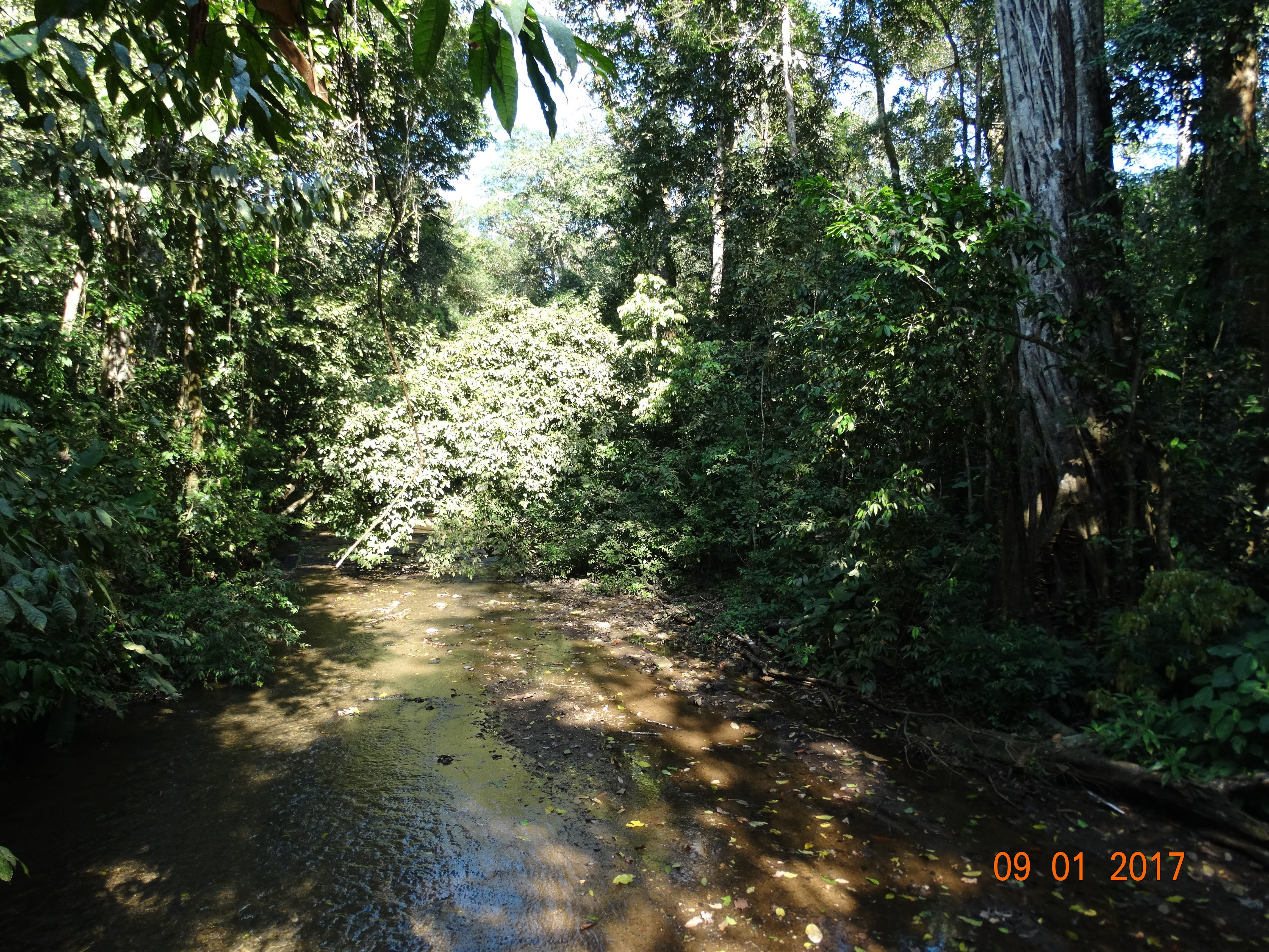
Río en Parque Nacional Carara

### Flora

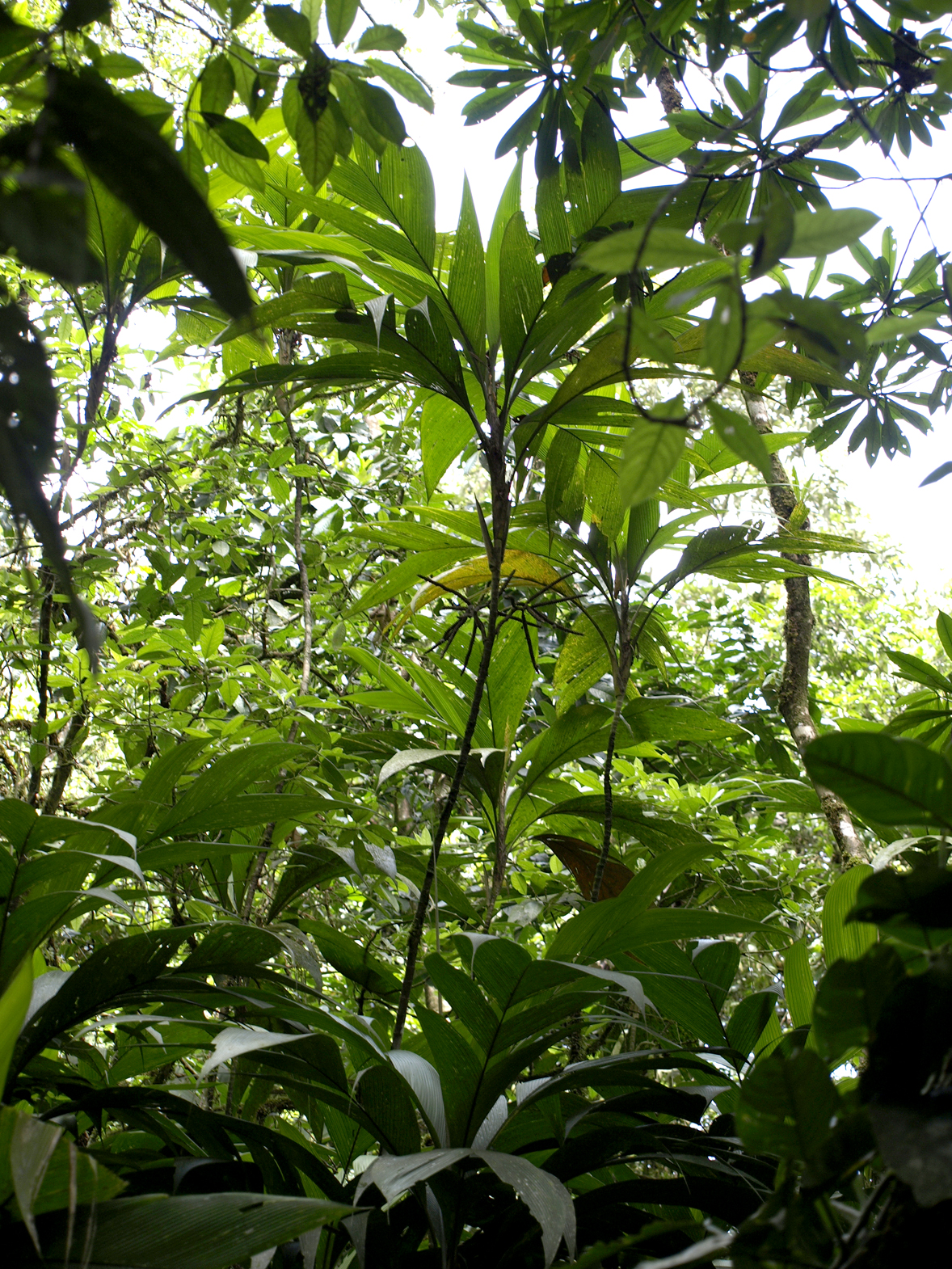
Caña de danta.
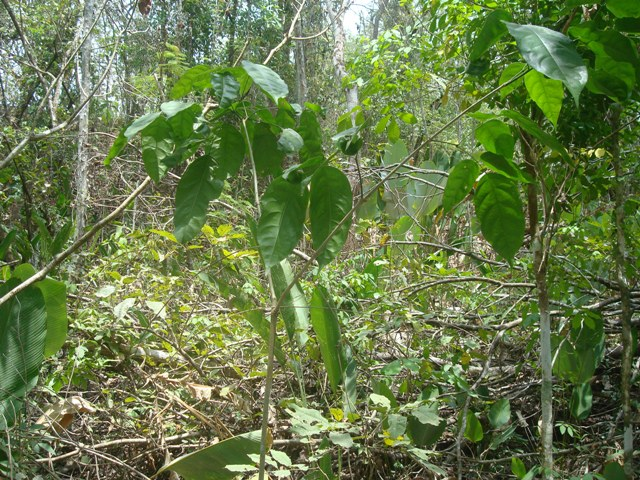
Cristóbal.
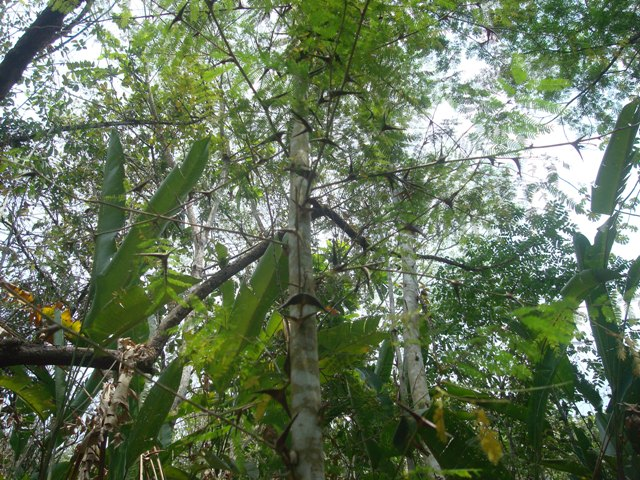
Cornizuelo.
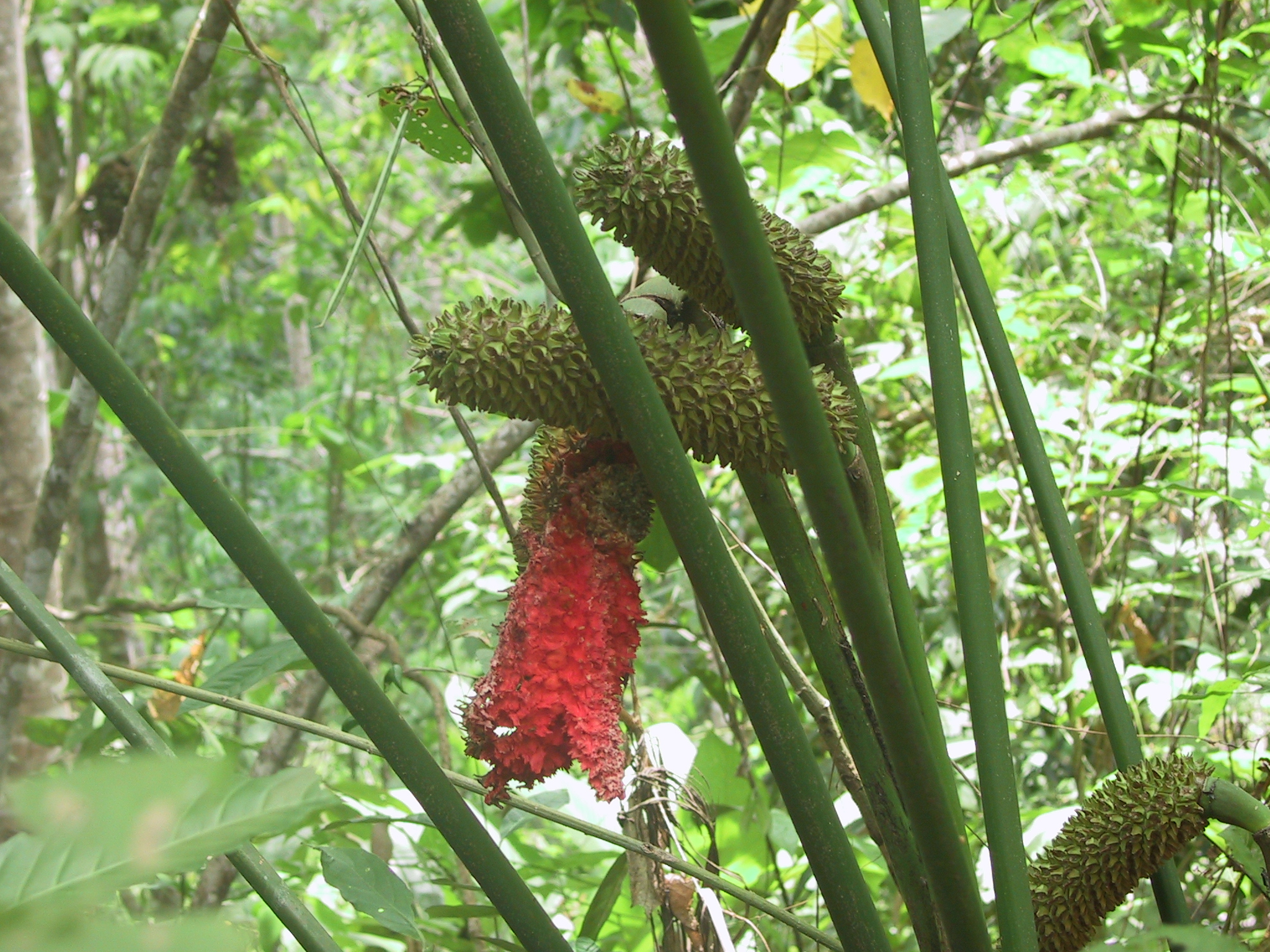
Carludovica.
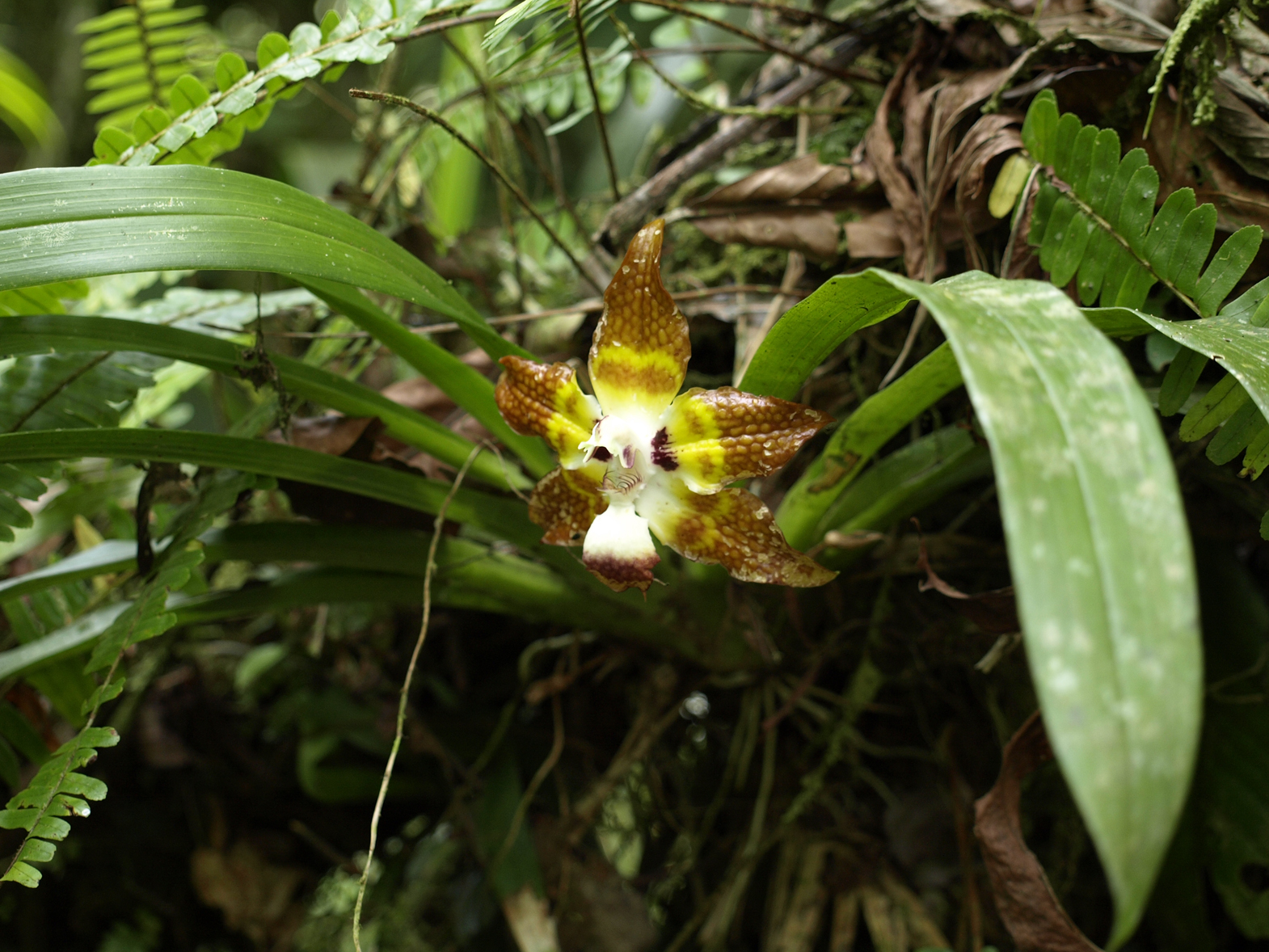
Huntleya burtii.

### Fauna

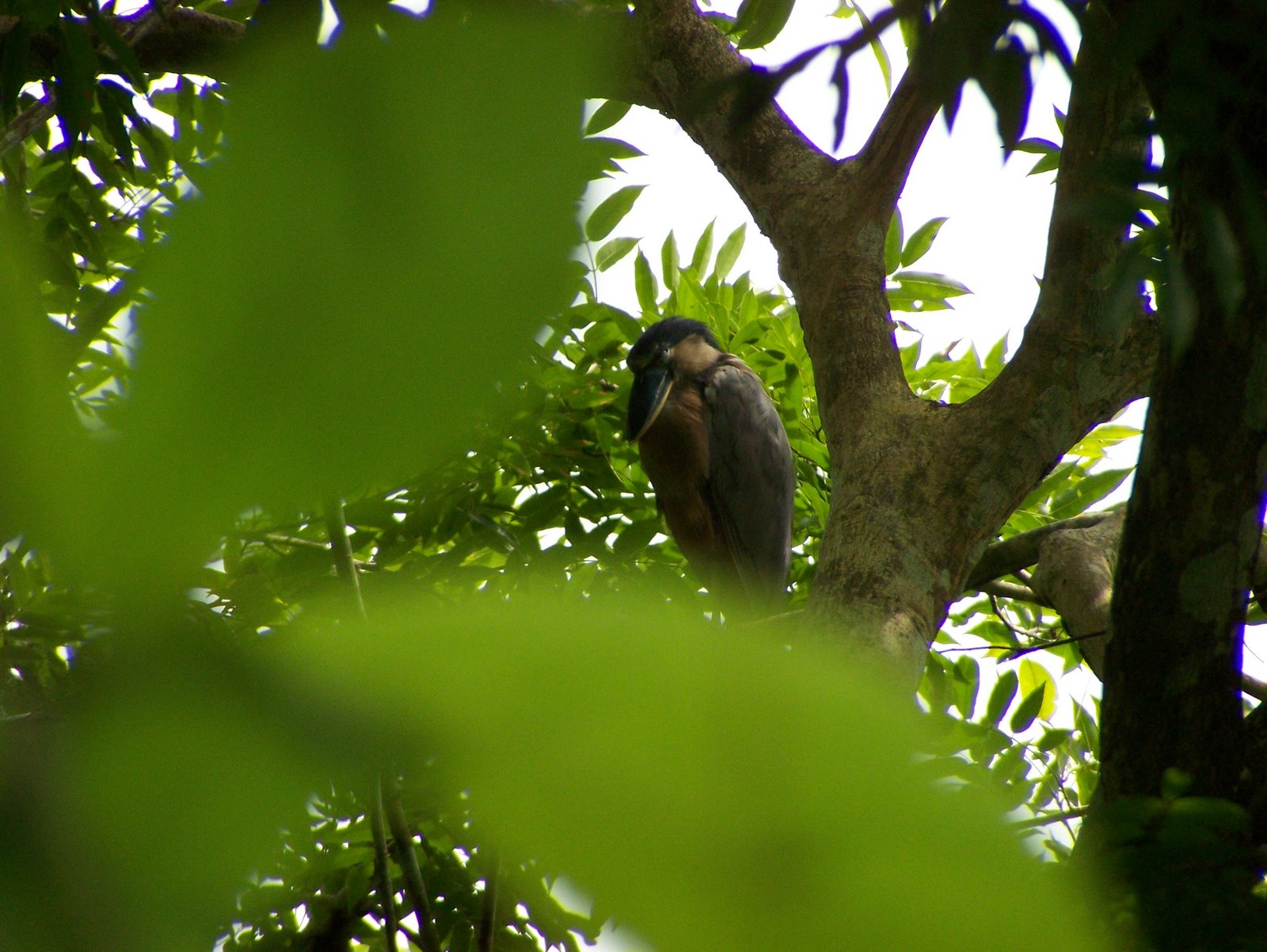
Garza pico de bota.
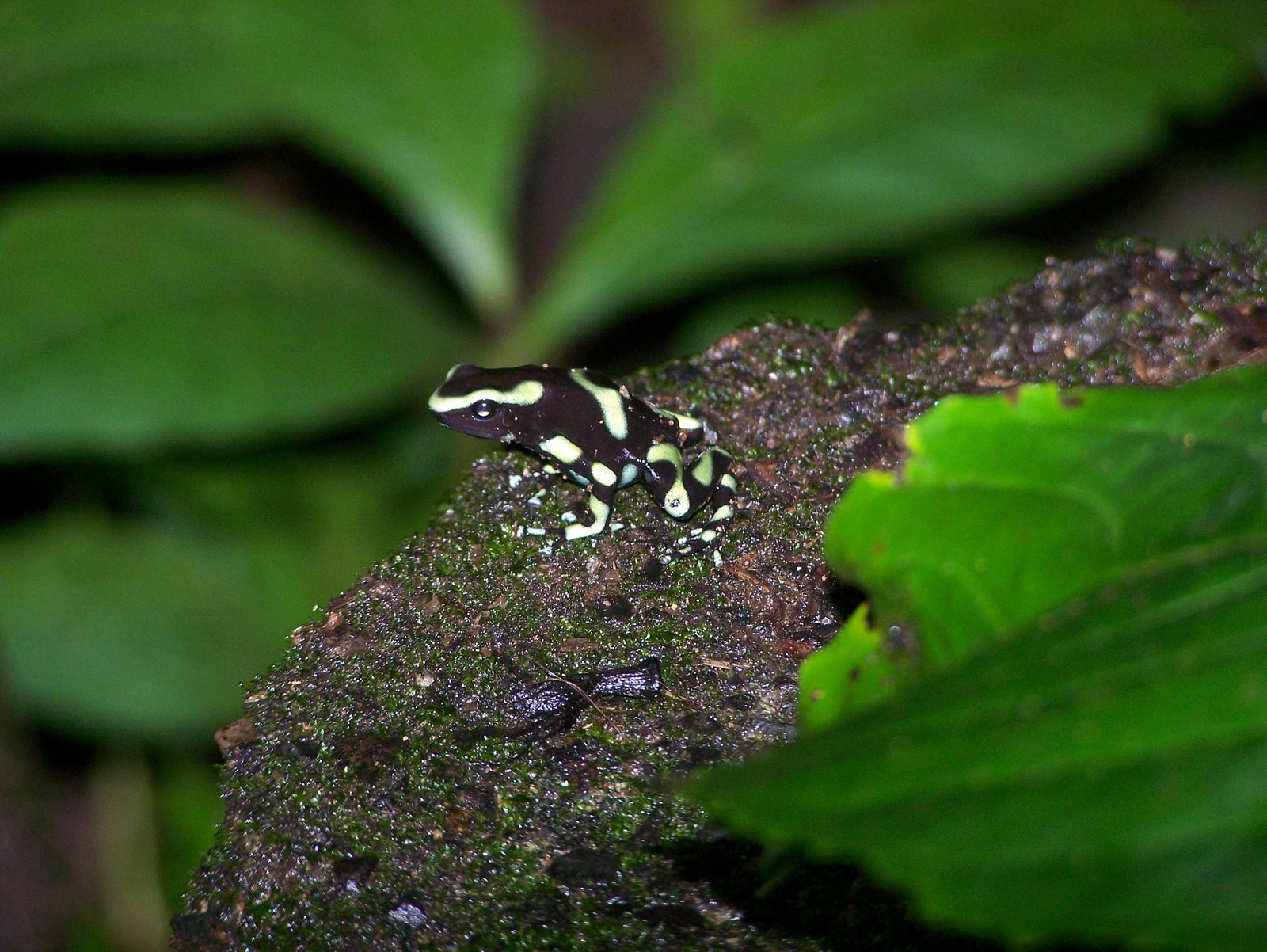
Rana negra venenosa.
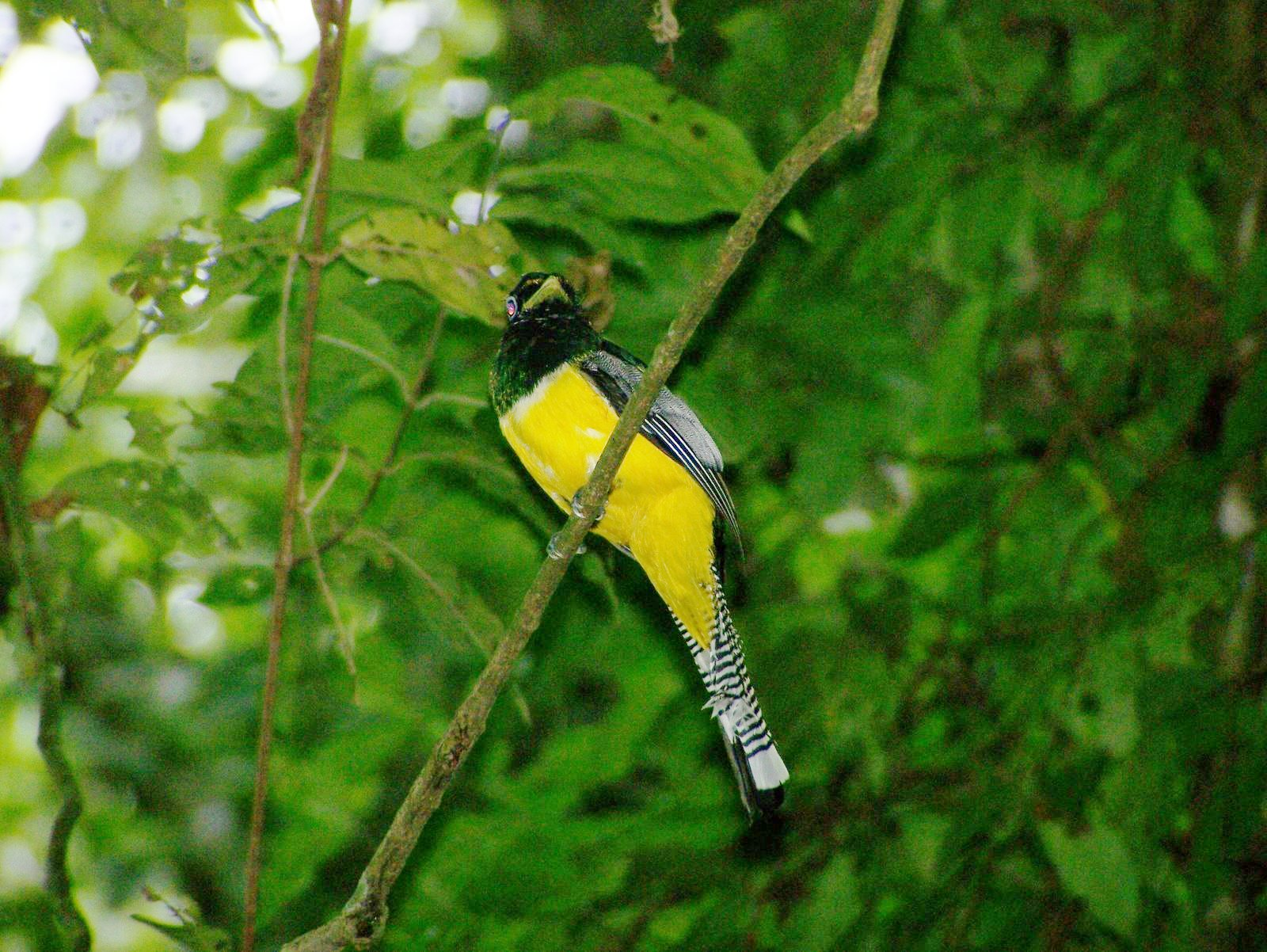
Trogón cabeciverde.
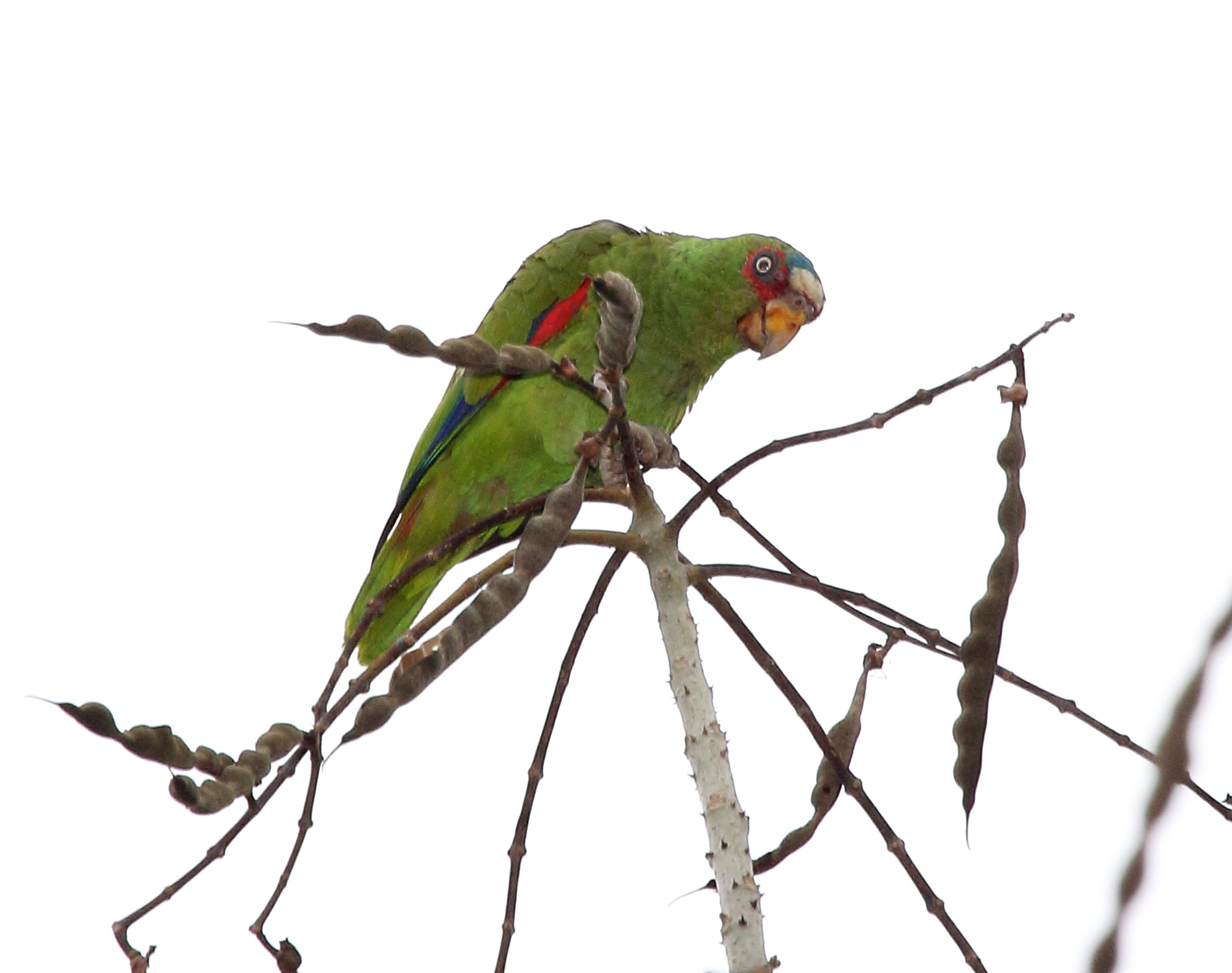
Loro frentiblanco.
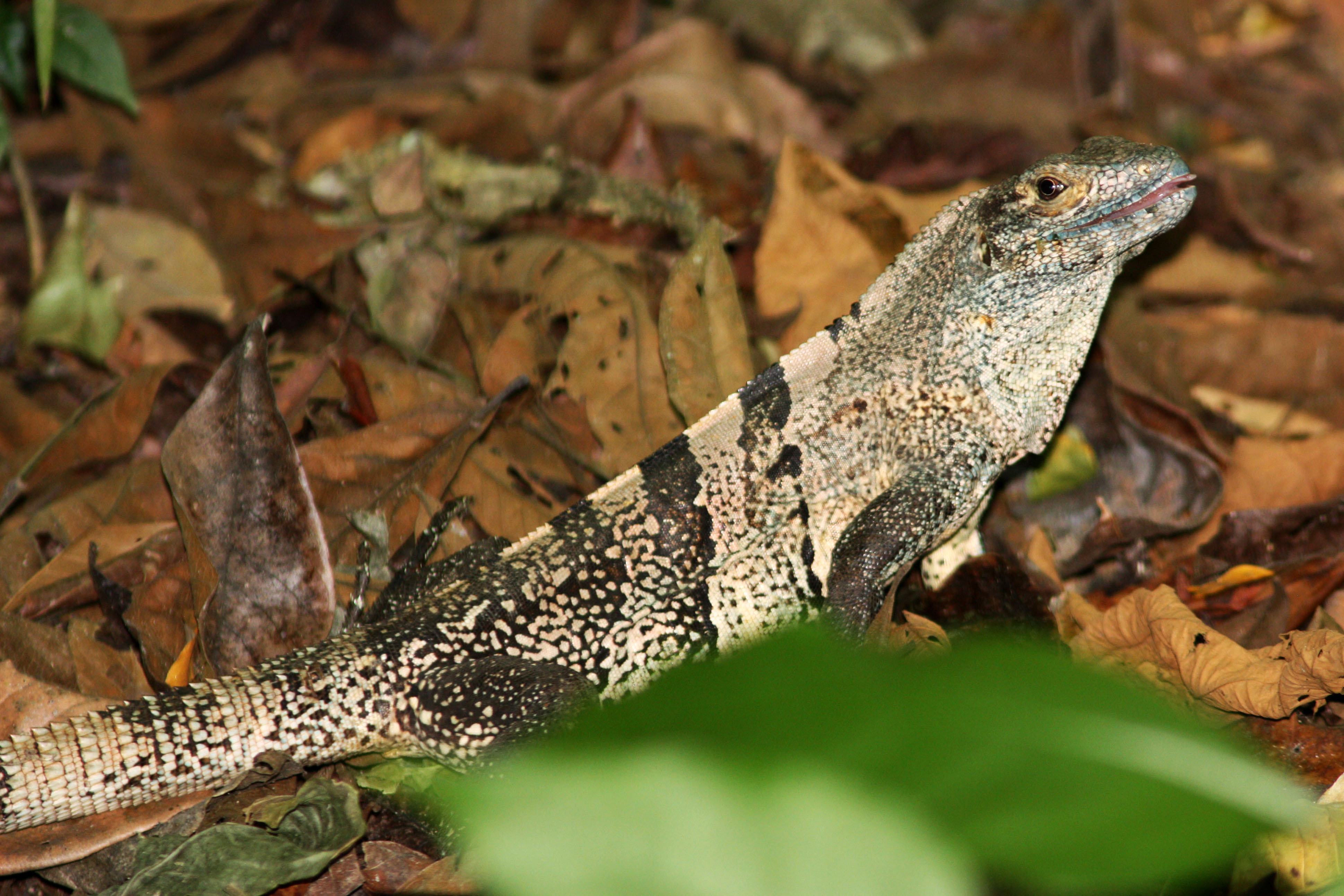
Garrobo.
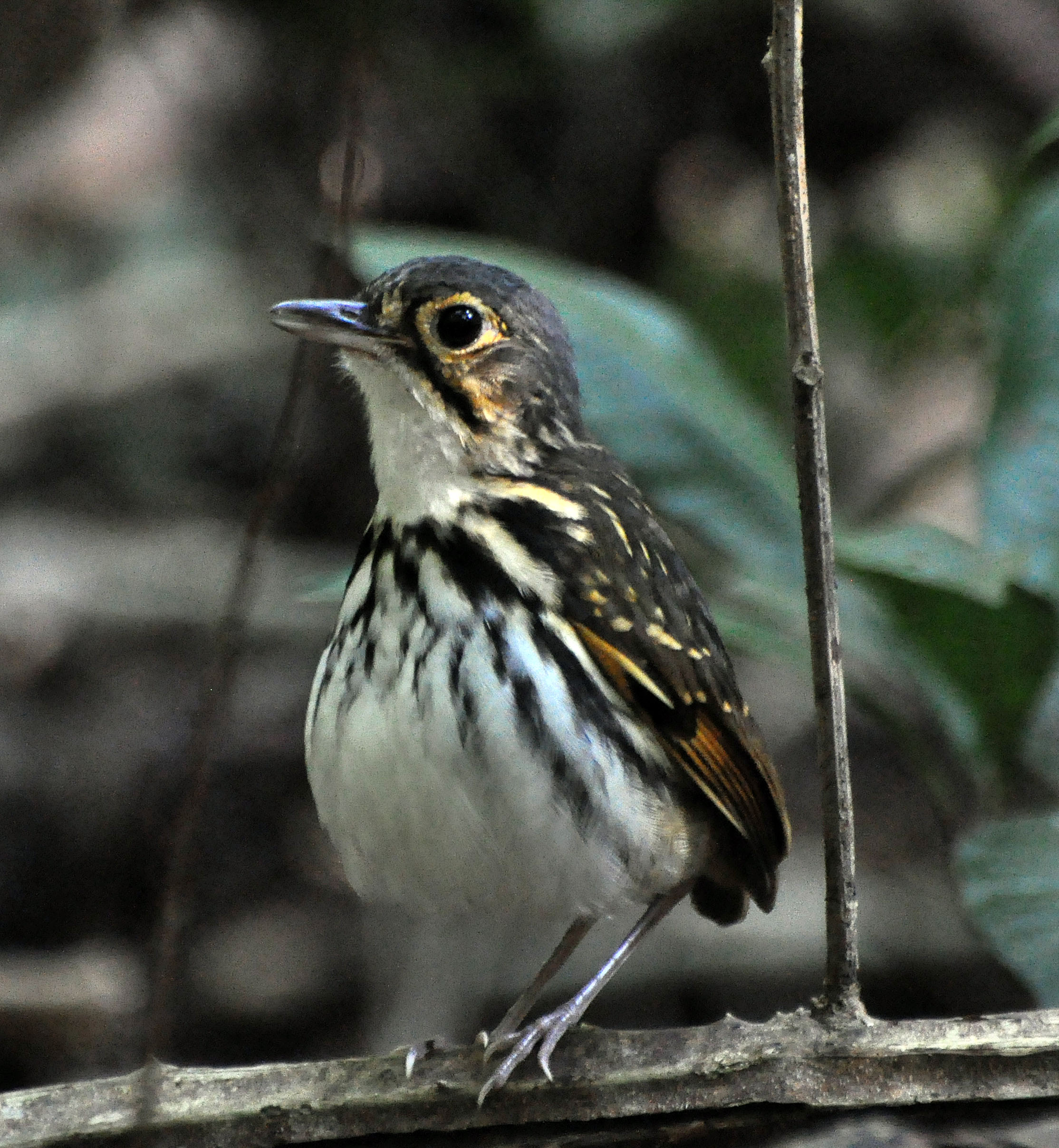
Tororoi pechilistado.
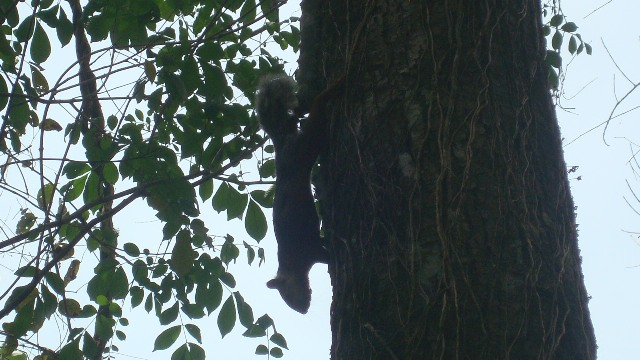
Ardilla.
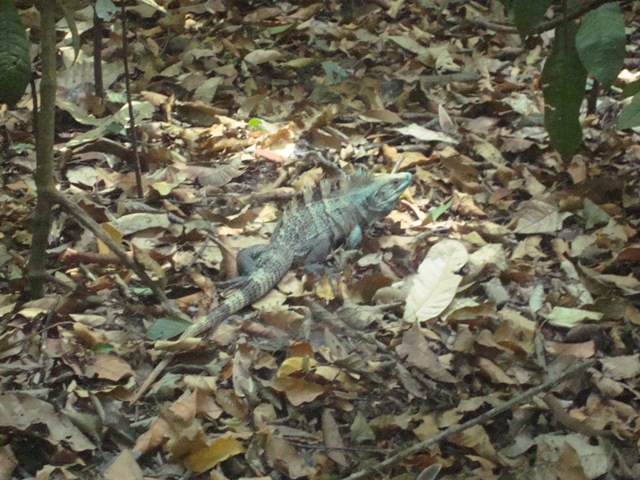
Iguana verde
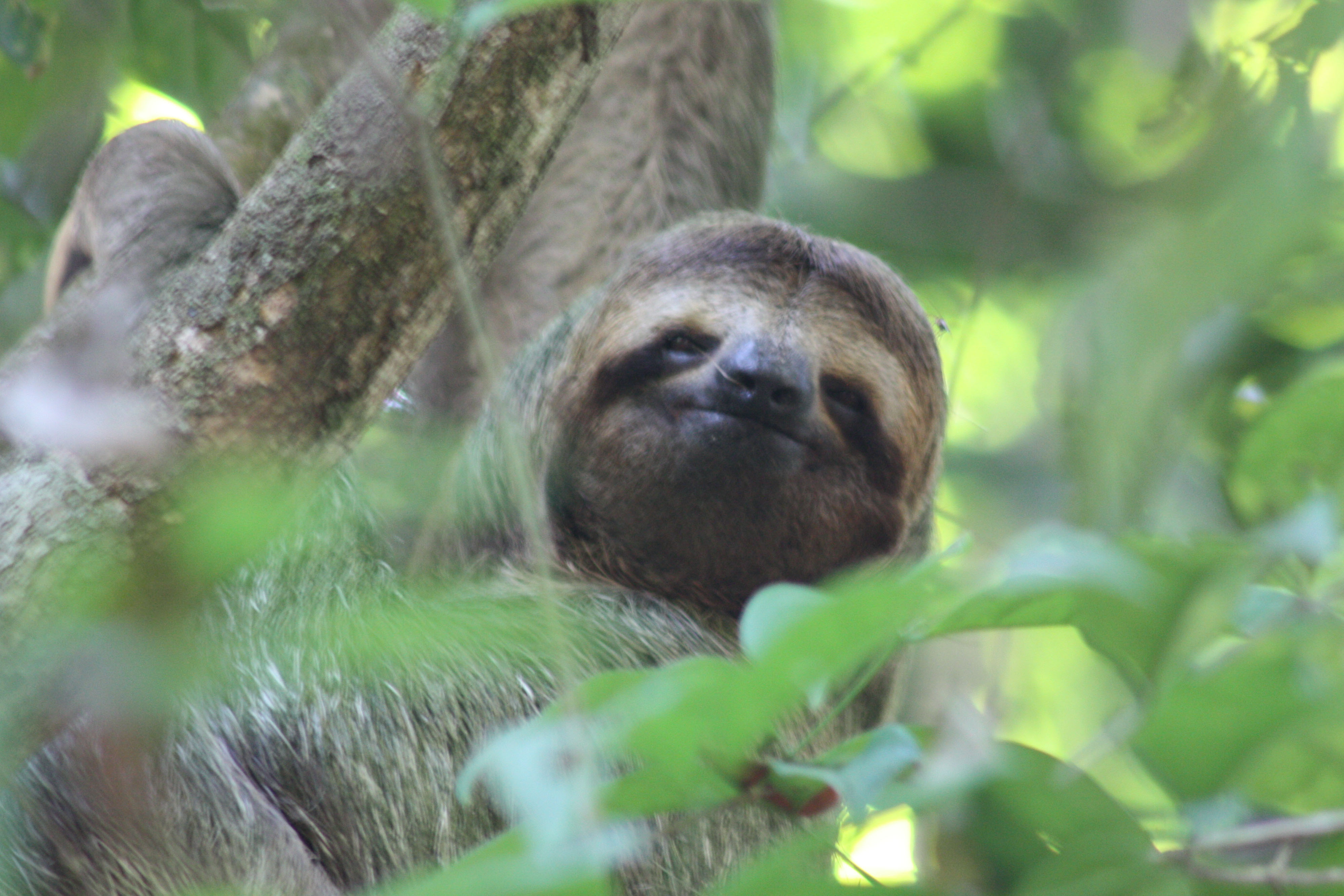
Perezoso de tres dedos.
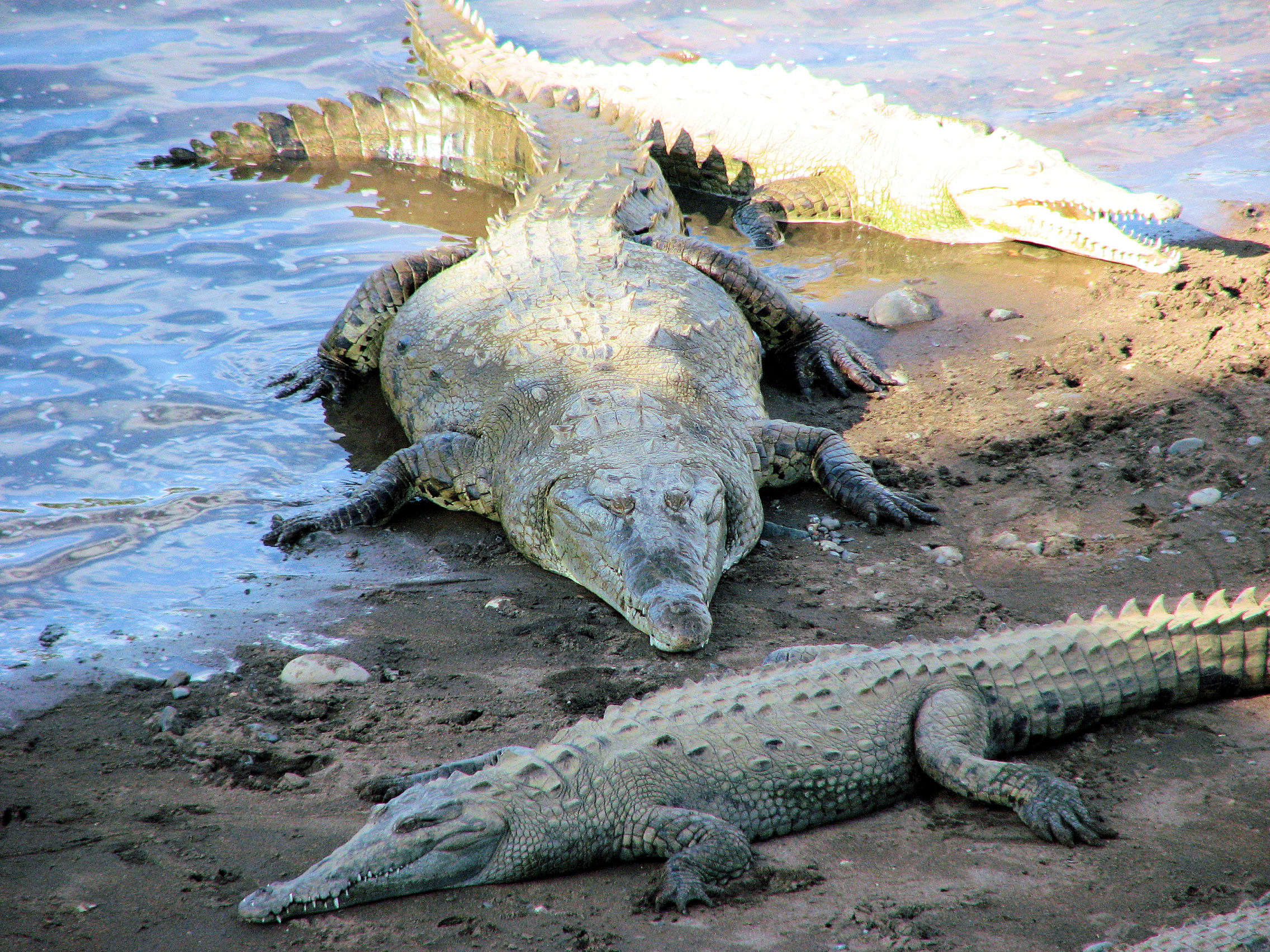
Cocodrilo.
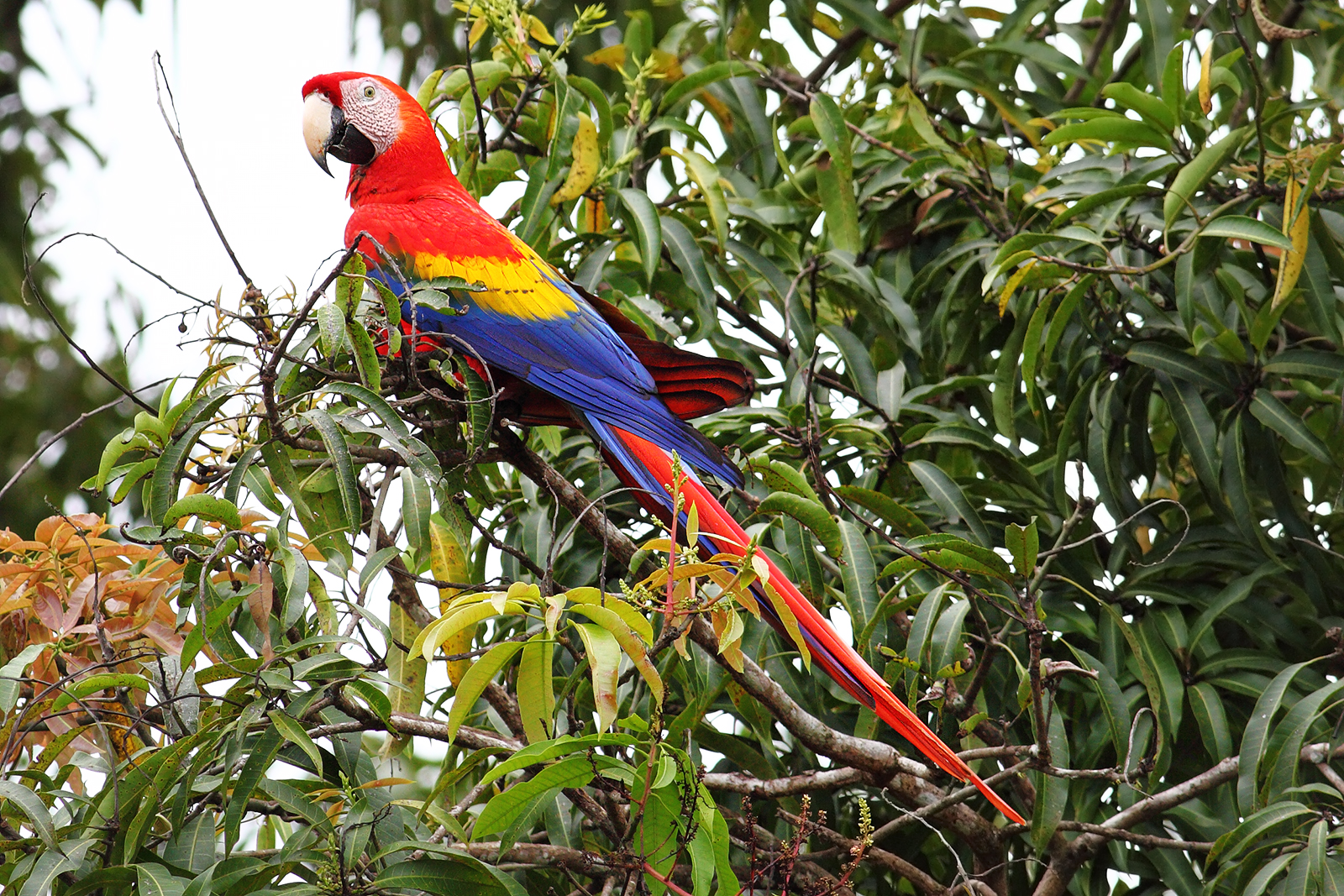
Lapa roja.
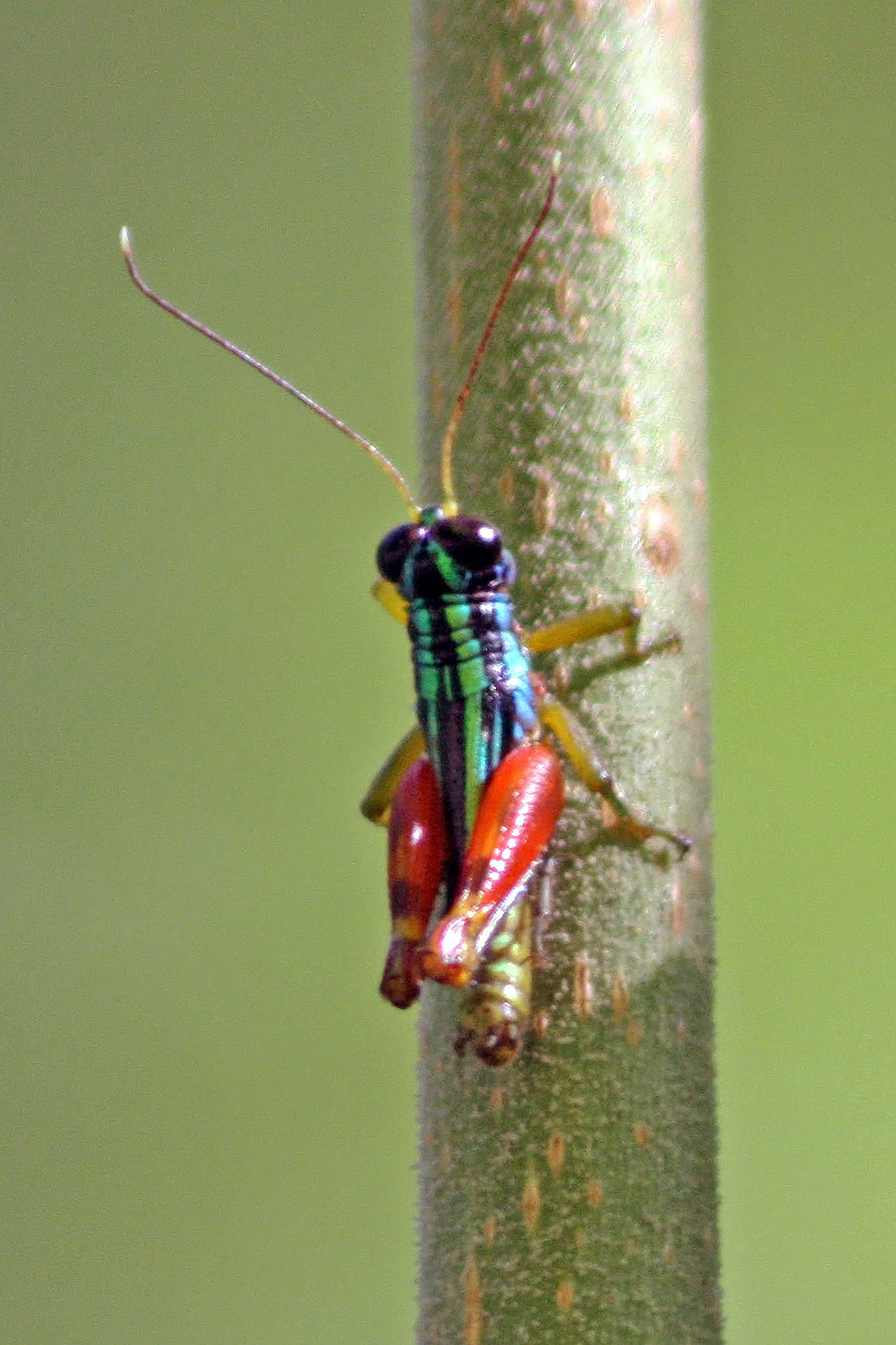
Grillo arcoíris.